# غاري تورنر
غاري تورنر (بالإنجليزية: Gary Turner)‏ هو ملحن أسترالي، ولد في 22 يونيو 1954 في أديلايد في أستراليا.